# Prix Goya du meilleur court métrage documentaire
Le prix Goya du meilleur court métrage documentaire (Premio Goya al mejor cortometraje documental) est une récompense décernée depuis 1992 par l'Academia de las artes y las ciencias cinematográficas de España au cours de la cérémonie annuelle des Goyas.

## Palmarès

### Années 1990
- 1993 : Primer acorde de Ramiro Gómez Bermúdez de Castro
  - Manualidades de Santiago Lorenzo

- 1994 : Verano en la universidad de Nacho Faerma
  - El largo viaje de Rústico de Rolando Díaz
  - Walter Peralta de Jordi Mollà

- 1995 : pas de prix décerné

- 1996 : pas de prix décerné

- 1997 : Virgen de la Alegría de José Manuel Campos

- 1998 : pas de prix décerné

- 1999 : Confluencias de Pilar García Elegido

### Années 2000
- 2000 : Lalia de Sílvia Munt
  - El olvido de la memoria d'Iñaki Elizalde
  - Positivo de Pilar García Elegido

- 2001 : pas de prix décerné

- 2002 : pas de prix décerné

- 2003 : pas de prix décerné

- 2004 : Túnel número 20 de Ramon de Fontecha
  - Howard Hawks, San Sebastián 1972 de Manuel Martínez Martín
  - Marmadrid de Rafael R. Tranche

- 2005 : Extras d'Ana Serret
  - Aerosol de Miguel Ángel Rolland
  - El mundo es tuyo de José María Borrell
  - El último minutero d'Elio Quiroga
  - Iván Z d'Andrés Duque

- 2006 : En lacuna del aire de Rodolfo Montero de Palacio
  - Castilla y León, Patrimonio de la Humanidad d'Antonio Giménez-Rico
  - Nenyure de Jorge Rivero

- 2007 : Castañuela 70 de Manuel Calvo et Olga Margallo
  - Abandonatti de Juan Soler
  - Casting de Koen Suidgeest
  - Joe K d'Óscar de Julián
  - La sereníssima de Gonzalo Ballester

- 2008 : El hombre feliz de Lucina Gil
  - Carabanchel, un barrio de cine de Juan Carlos Zambrana
  - El anónimo Caronte de Toni Bestard
  - Valkirias d'Eduardo Soler

- 2009 : Héroes. No hacen falta alas para volar d'Ángel Loza
  - Harraga d'Eva Patricia Fernández et Mario de la Torre
  - La clase de Beatriz Martínez Sanchís
  - Soy Meera Malik de Marcos Borregón

### Années 2010
- 2010 : Flores de Ruanda de David Muñoz López
  - Doppelgänger d'Óscar de Julián
  - En un lugar del cine d'Eduardo Cardoso
  - Luchadoras (Mujeres en México) de Benet Román

- 2011 : Memorias de un cine de provincias de Ramón Margareto
  - El cine libertario: cuando las películas hacen historia de Verónica Vigil et José María Almela
  - El pabellón alemán de Juan Millares
  - Un dios que ya no ampara de Gaizka Urresti

- 2012 : Regreso a Viridiana de Pedro González Bermúdez
  - Alma de José Javier Pérez Prieto
  - Nuevos tiempos de Jorge Dorado
  - Virgen negra de Raúl de la Fuente

- 2013 : Una historia para los Modlins de Sergio Oksman
  - El violinista de Auschwitz de Carlos Hernando
  - Las viudas de Ifni de Pedro Palacios et Pacheco Iborra
  - Un cineasta en La Codorniz de Javier Rioyo

- 2014 : Minerita de Raúl de la Fuente
  - El hombre que estaba allí de Luis Felipe Torrente Sánchez-Guisande et Daniel Suberviola Garrigosa
  - La alfombra roja de Iosu López Cía et Manuel Fernández Rodríguez
  - La gran desilusión de Pedro González Kuhn

- 2015 : Walls (si estas paredes hablasen) de Miguel López Beraza
  - El domador de peixos de Dani Resines et Roger Gómez
  - El último abrazo de Sergi Pitarch Garrido
  - La máquina de los rusos d'Octavio Guerra Quevedo

- 2016 : Hijos de la tierra d'Axel O'Mill
  - Regreso a la Alcarria de Tomás Cimadevilla Acebo
  - Ventanas de Pilar García Elegido
  - Viento de atunes d'Alfonso O´Donnell

- 2017 : Cabezas habladoras de Juan Vicente Córdoba
  - Esperanza d'Álvaro Longoria
  - Palabras de caramelo de Juan Antonio Moreno Amador
  - The Resurrection Club d'Álvaro Corcuera et Guillermo Abril

- 2018 : Los desheredados de Laura Farrés
  - Primavera rosa en México de Mario de la Torre
  - The Fourth Kingdom d'Adán Aliaga et Àlex Lora
  - Tribus de la inquisición de Mabel Lozano

- 2019 : Gaza de Carles Bover Martínez et Julio Pérez del Campo
  - El tesoro de Marisa Lafuente et Néstor Del Castillo
  - Kyoko de Joan Bover et Marcos Cabotá
  - Wan Xia. La última luz del atardecer de Silvia Rey Canudo

### Années 2020
- 2020 : Nuestra vida como niños refugiados en Europa de Silvia Benegas Benegas
  - 2001 Destellos en la oscuridad de Pedro González Bermúdez
  - El infierno de Raúl de la Fuente
  - El sueño europeo: Serbia de Jaime Alekos
- 2021 : Biografía del cadáver de una mujer de Mabel Lozano
  - Paraíso en llamas de José Antonio Hergueta
  - Paraíso de Mateo Cabeza
  - Solo son peces d'Ana Serna et Paula Iglesias
- 2022 : Mama de Pablo de la Chica
  - Dajla: cine y olvido d'Arturo Dueñas Herreros
  - Figurante de Nacho Fernández
  - Ulisses de Joan Bover

- 2023 : Maldita. A Love Song to Sarajevo d'Amaia Remirez y Raúl de la Fuente
  - Dancing with Rosa de Robert Muñoz Rupérez
  - La gàbia d'Adán Aliaga
  - Memoria de Nerea Barros
  - Trazos del alma de Rafa Arroyo

- '2024 : Ava de Mabel Lozano

- 2025 : Semillas de Kivu
  - Ciao Bambina
  - Els buits
  - Las novias del sur
  - Los 30 no son los nuevos 20